# Окуидзуми, Хикару
Хикару Окуидзуми (яп. 奥泉 光 Окуидзуми Хикару, род. 6 февраля 1956 года) — японский писатель

, работающий под псевдонимом. Настоящее имя — Ясухиро Окуидзуми (奥泉康弘). Лауреат ряда литературных наград — премии Акутагавы (1993), премии Номы (2009), премии Танидзаки (2014) и других.

## Биография
Родился в городе Микава префектуры Ямагата. Окончил Токийский Международный христианский университет (отделение педагогики гуманитарного факультета) и магистратуру при нём на кафедре сравнительного культуроведения. Специализировался по Древней Иудее и Ветхому Завету. Поступил в докторантуру, планируя посвятить себя науке. Курса обучения не закончил, увлёкшись литературой.
Как писатель дебютировал в 1986 году с рассказом «Земные птицы, небесные рыбы» (地の鳥天の魚群), опубликованном в «Субару». Широкую известность получил в 1994 году с награждением премией Акутагавы за «Историю камня» (石の来歴). Новелла впоследствии была переведена на многие языки мира (включая русский). Стилистически произведения Окуидзуми балансируют между высокоинтеллектуальной прозой и развлекательной литературой. Бунго уживается с детективными сюжетами и пастишем.
Известен также как концертирующий флейтист. С 1999 года преподаёт в Университете Кинки в центре международной антропологии.

## Награды
- 1993 — премия Номы для начинающих писателей за роман «Цитата из Новалиса» (ノヴァーリスの引用)
- 1994 — премия Акутагавы за новеллу «История камня» (石の来歴)
- 2009 — премия Номы за роман «Императорские регалии» (神器)
- 2014 — премия Танидзаки («Токийская автобиография» (東京自叙伝))

## Основные сочинения
- Водопад (滝, 1990)
- Камыш и горная лилия (葦と百合, 1991)
- Ночь, когда убивают змей (蛇を殺す夜, 1992)
- Цитата из Новалиса (ノヴァーリスの引用, 1993)
- История камня (石の来歴, 1994)
- Банальное явление (バナールな現象, 1994)
- Убийство, связанное с романом «Ваш покорный слуга кот» (『吾輩は猫である』殺人事件, 1996)
- Гекадем (プラトン学園, 1997)
- Великая мистерия (グランド・ミステリー, 1998)
- Фантазия орнитолога (鳥類学者のファンタジア, 2001)
- Мальчик-ниндзя. Хроника времени конца сёгуната Токугава (坊ちゃん忍者幕末見聞録, 2001)
- Хроника романтического марш-броска (浪漫的な行軍の記録, 2002)
- Новое путешествие к центру Земли (新・地底旅行, 2004)
- Императорские регалии (神器, 2009)

## Издания на русском языке
- Окуидзуми Хикару. История камня. Пер. с яп. М. Протасова // Теория катастроф. Современная японская проза. — М.: Иностранка, 2003. — С. 1—102. — ISBN 5-94145-167-9.